# Hugh Foley
Hugh Miller Foley (Seattle, 3 de marzo de 1944-Eugene, 9 de noviembre de 2016) fue un deportista estadounidense que compitió en remo.
Participó en los Juegos Olímpicos de Tokio 1964, obteniendo una medalla de oro en la prueba de ocho con timonel. Ganó dos medallas de bronce en el Campeonato Europeo de Remo de 1965, en los años 1965 y 1967.

## Palmarés internacional
| Juegos Olímpicos   | Juegos Olímpicos | Juegos Olímpicos  | Juegos Olímpicos   |
| Año                | Lugar            | Medalla           | Prueba             |
| ------------------ | ---------------- | ----------------- | ------------------ |
| 1964               | Tokio (Japón)    | Medalla de oro    | Ocho con timonel   |
| Campeonato Europeo |                  |                   |                    |
| Año                | Lugar            | Medalla           | Prueba             |
| 1965               | Duisburgo (RFA)  | Medalla de bronce | Ocho con timonel   |
| 1967               | Vichy (Francia)  | Medalla de bronce | Cuatro sin timonel |

1. ↑  En algunas ediciones del Campeonato Europeo se permitió la participación de remeros de otros continentes.